# Paratanytarsus setosimanus
Paratanytarsus setosimanus är en tvåvingeart som först beskrevs av Maurice Emile Marie Goetghebuer 1933.  Paratanytarsus setosimanus ingår i släktet Paratanytarsus och familjen fjädermyggor. Arten har ej påträffats i Sverige. Inga underarter finns listade i Catalogue of Life.